# Edmundo Chacour
Edmundo Chacour fue un dramaturgo y director teatral, nacido en La Matanza (Provincia de Buenos Aires, Argentina) en 1933 y fallecido en Beniaján (Murcia, España) el 12 de julio de 2000.
Hijo de emigrantes libaneses, pronto descubre su vocación teatral. Forma parte de varias compañías, entre las que destaca El Teatro del Pueblo, dirigida por Leónidas Barletta, trabajando después en la Casa de Cultura de Ramos Mejía como director y profesor de teatro. En 1963 presenta una propuesta en el Congreso Internacional de Teatro Infantil realizado en México, apostando por la inclusión de la materia teatral en las escuelas. También recibe del partido socialista argentino el encargo de fundar el Teatro Popular de La Matanza.
Exiliado de su país tras el golpe militar de 1976, reside un año en París hasta que se traslada definitivamente a España. Establecerá su residencia en Beniaján en 1979, localidad en la que desarrollaría importantes y novedosos proyectos educativos teniendo siempre a las artes escénicas como hilo conductor. Allí fundaría y dirigiría hasta su muerte el Teatro de la Infancia y el Teatro de la Juventud, compañías aún hoy en activo. Articulista y crítico teatral, muchos de sus escritos han quedado recogidos en el libro Arenas que la vida se llevó publicado en 1998.
Tras su muerte, Manuela Sevilla Moreno, maestra y viuda de Edmundo Chacour, dirige la compañía teatral hasta el día de hoy manteniendo vivo la labor del teatro social iniciado por el dramaturgo argentino. Desde 2002 y como homenaje a la labor realizada por el actor, director y pedagogo teatral, tiene lugar anualmente en Beniaján la Muestra de Teatro Edmundo Chacour.